# Trinotoperla irrorata
Trinotoperla irrorata is een steenvlieg uit de familie Gripopterygidae. De wetenschappelijke naam van de soort is voor het eerst geldig gepubliceerd in 1924 door Tillyard.